# Trigonophorus bonnardi
Trigonophorus bonnardi är en skalbaggsart som beskrevs av Delpont 2009. Trigonophorus bonnardi ingår i släktet Trigonophorus och familjen Cetoniidae. Inga underarter finns listade i Catalogue of Life.